# Aymeric Laporte
Aymeric Jean Louis Gérard Alphonse Laporte (Agen, Francia, 27 de mayo de 1994), más conocido como Aymeric Laporte, es un futbolista francés nacionalizado español que juega como defensa en el Al-Nassr F. C. de la Liga Profesional Saudí.

## Trayectoria

### Inicios y fichaje por el Athletic Club
Se formó jugando en el equipo de su ciudad de origen, el Sporting Union Agen. Con 12 años se desplazó a Miramont-de-Guyenne a realizar "deporte-estudio", estudiaba allí durante la semana y regresaba a Agen el fin de semana.
Se incorporó al Athletic Club en 2009 tras llamar la atención en un torneo amistoso, en el mes de febrero, defendiendo los colores de la selección de Aquitania. La temporada 2009-2010 al no tener 16 años —edad mínima para jugar fuera del país natal— jugó cedido para el Aviron Bayona francés —club convenido—, aunque entrenaba habitualmente en el cadete A del Athletic Club.
En 2010 se unió a los juveniles del Athletic Club. En febrero de 2011, tras haber disputado un amistoso con el primer equipo, firmó su primer contrato profesional siendo juvenil.En abril de 2011 se proclamó campeón nacional con la selección de Euskadi sub-18 tras derrotar a Castilla y León (1-0) en la final junto a compañeros como Kepa, Ruiz de Galarreta o Lekue. En la temporada 2011-12 jugó en el segundo filial bilbaíno, el C. D. Basconia, en Tercera División.

### Athletic Club
Tras iniciar la temporada 2012-13 en el Bilbao Athletic, el 28 de noviembre debutó con el primer equipo entrenado por Marcelo Bielsa en un partido de Liga Europa ante el Hapoel Kiryat Shmona.Rápidamente, se convirtió en un fijo en las alineaciones para jugar de central o de lateral izquierdo. El 17 de diciembre de 2012 el Athletic Club comunicó al jugador que pasaba a formar parte de la primera plantilla hasta 2015, con una cláusula de 18 millones. De nuevo, el 28 de enero de 2013, el jugador renovaba hasta 2016, con una cláusula de 27,5 millones de euros. En abril, sufrió una lesión de menisco que le apartó de los terrenos de juego para todo lo que quedaba de temporada.
En la temporada 2013-14, se hizo indiscutible en el centro de la defensa junto a Carlos Gurpegui. El 28 de octubre consiguió su primer gol en Primera División, de remate de cabeza tras un saque de esquina, en la victoria ante el Getafe por 0-1 y que, además, supuso la primera victoria del Athletic en ese estadio. El Athletic acabó cuarto, y se clasificó para la Liga de Campeones. Fue incluido en el Once Ideal que seleccionó La Liga, junto a su compañero Ander Iturraspe. En esa temporada, renovó dos veces más: el 20 de diciembre de 2013, se anunció su renovación hasta 2018, con una cláusula de 36 millones y el 6 de junio de 2014 incrementó su cláusula de rescisión a los 42 millones.
En la temporada 2014-15, siguió siendo una pieza clave de la defensa. En esta ocasión, fue Etxeita el que le acompañó habitualmente en la zaga rojiblanca titular. Disputó 49 partidos y jugó su primera final con el Athletic, cayendo derrotado ante el F. C. Barcelona por 3-1 en la final de Copa del Rey 2014-15. El 5 de junio de 2015 renovó su contrato con el Athletic hasta 2019 con una cláusula de rescisión de 50 millones de euros.
La temporada 2015-16 comenzó con la conquista de su primer título con el Athletic Club, la Supercopa de España 2015, ante el Barcelona por 5-1. Laporte realizó una temporada espectacular y, además, se destapó como goleador, con cinco goles, pero una lesión de peroné con la selección sub-21 francesa acabó con su temporada a finales de marzo. El 13 de junio de 2016, el Athletic anunció la renovación de Laporte hasta 2020 con una cláusula que oscilaría entre los 65 y 70 millones. Con su renovación, rechazó unirse al nuevo proyecto del Manchester City de Pep Guardiola que estaba dispuesto a pagar su cláusula de rescisión de 50 millones y aumentarle considerablemente el sueldo que percibía en el club rojiblanco.
En la temporada 2016-17 formó, con Yeray Álvarez, una de las parejas de centrales más jóvenes de Europa. Además, fue el jugador con más minutos disputados del equipo.
El 27 de julio de 2017, en la fase previa de la UEFA Europa League 2017-18 ante el Dinamo Bucarest, marcó el primer gol del equipo entrenado por Ziganda. En esta temporada, debido a la enfermedad de Yeray, jugó habitualmente junto a Unai Núñez. El 10 de diciembre, ante el Levante, portó el brazalete de capitán del equipo por primera vez. El 19 de enero de 2018 disputó su último partido como jugador rojiblanco, dando una asistencia de gol a Iñaki Williams.

### Manchester City
El 30 de enero de 2018 el conjunto inglés confirmó su fichaje por cinco temporadas y media, tras abonar los 65 000 000 € de la cláusula de rescisión. El coste del fichaje le situó como el segundo defensa más caro de la historia, después del fichaje de Virgil Van Dijk por el Liverpool, además de ser el fichaje más caro del conjunto mancuniano. El 31 de enero debutó en el Etihad Stadium, con victoria (3-0) ante el West Bromwich. El 25 de febrero logró su primer título con el club inglés al vencer 3-0 al Arsenal en la final de la Copa de la Liga, si bien, permaneció en el banquillo todo el encuentro. El 15 de abril se proclamó campeón de la Premier League, solo dos meses y medio después de su llegada.
El 25 de agosto logró su primer gol con el club inglés al rematar de cabeza un centro de Gündoğan ante el Wolverhampton (1-1). El 23 de octubre marcó su primer gol en Liga de Campeones en la victoria por 0 a 3 ante el Shakhtar. El 22 de febrero de 2019, después del buen nivel mostrado, renovó su contrato con el club mancuniano hasta el 30 de junio de 2025. El 12 de mayo, en la última jornada, firmó el tanto de la remontada al rematar un córner frente al Brighton (1-4) ayudando así a ganar su segunda Premier League consecutiva con 98 puntos. El 18 de mayo de 2019 fue titular en la final de la FA Cup ante el Watford (6-0), logrando su sexto título en el club en apenas año y medio.
El 25 de abril de 2021 anotó de cabeza el gol del triunfo en la final de la Copa de la Liga, en el minuto 82, ante el Tottenham (1-0).

### Al Nassr F. C.
El 24 de agosto de 2023 se confirmó su fichaje por el equipo saudí Al Nassr por unos 27 millones de euros.

## Selección nacional

### Categorías inferiores
Laporte fue internacional con la selección francesa en categorías inferiores: sub-17 (once partidos y un gol), sub-18 (nueve veces), sub-19 (doce encuentros y un gol) y sub-21 (diecinueve partidos y un gol). Disputó diversos torneos internacionales como la Eurocopa sub-17 de 2011 en Serbia, donde la selección francesa no pasó de la fase de grupos, y el Mundial sub-17 de 2011 en México, donde fueron eliminados en cuartos de final ante la anfitriona y, a la postre, campeona.
Con la selección sub-19 disputó la Eurocopa sub-19 de 2013 en Lituania, en la que fue el capitán del equipo galo. Fue subcampeón y formó parte del equipo ideal del torneo. No pudo participar un mes antes con la selección sub-20, que fue campeona en el Mundial sub-20 de 2013 en Turquía, por una lesión de menisco de la que tuvo que ser operado.
El 10 de octubre de 2013 debutó con la selección sub-21 en un partido de clasificación para la clasificación para la Eurocopa sub-21 de 2015 ante Armenia (1-4). El 24 de marzo de 2016 sufrió una lesión en la tibia izquierda en un partido de clasificación para la Eurocopa sub-21 de 2017 ante Escocia. La lesión acabó con cualquier posibilidad de ser convocado para la Eurocopa 2016, que se celebró en Francia. Les bleus no pudieron contar con otros tres centrales por lesión: Varane, Zouma y Mathieu.

### Selección francesa
A principios de 2016 surgió una gran polémica debido a unas declaraciones donde afirmaba que se plantearía ser convocado por la selección española en caso de que la selección francesa no le llamara aunque, rápidamente, matizó sus palabras.
El 29 de septiembre de 2016 fue convocado por Didier Deschamps a la selección absoluta francesa para los partidos clasificatorios para el Mundial 2018 ante Bulgaria y Países Bajos, aunque no llegó a debutar. El 26 de marzo de 2017 sustituyó a Adil Rami en la lista para el amistoso ante España, aunque se quedó en el banquillo.
El 29 de agosto de 2019 volvió a ser incluido en la convocatoria de la selección francesa aunque, dos días después, sufrió una grave lesión por la cual tuvo que ser sustituido en la lista por Samuel Umtiti.

### Selección española
El 11 de mayo de 2021 el Consejo de Ministros le otorgó la nacionalidad española. El 24 de mayo de 2021 fue incluido por Luis Enrique en la lista de la selección española que disputarían la Eurocopa 2020. El 4 de junio de 2021 debutó en un amistoso previo a la Eurocopa, contra Portugal, saliendo al terreno de juego como titular, y siendo sustituido en el minuto 79 por Diego Llorente. En la Eurocopa fue el único jugador de campo de la selección que jugó todos los minutos, además de lograr anotar un gol frente a Eslovaquia en fase de grupos.
El 11 de noviembre de 2022 fue convocado para disputar el Mundial de Catar. El 23 de noviembre fue titular en el triunfo frente a Costa Rica (7-0).
Fue uno de los convocados para la Eurocopa 2024. No pudo participar en el primer partido por lesión, pero en el resto fue titular y ayudó a España a conseguir el título.

### Goles internacionales
| N.º | Fecha                 | Estadio                                 | Rival      | Gol | Resultado | Competición                         |
| --- | --------------------- | --------------------------------------- | ---------- | --- | --------- | ----------------------------------- |
| 1   | 23 de junio de 2021   | Estadio de La Cartuja, Sevilla, España  | Eslovaquia | 0-2 | 0-5       | Eurocopa 2020                       |
| 2   | 15 de octubre de 2024 | Estadio Nuevo Arcángel, Córdoba, España | Serbia     | 1-0 | 3-0       | Liga de Naciones de la UEFA 2024-25 |

### Participaciones en Eurocopas
| Copa          | Sede     | Resultado   | Partidos | Goles |
| ------------- | -------- | ----------- | -------- | ----- |
| Eurocopa 2020 | Europa   | Semifinales | 6        | 1     |
| Eurocopa 2024 | Alemania | Campeón     | 6        | 0     |

### Participaciones en Copas del Mundo
| Mundial      | Sede  | Resultado        | Partidos | Goles |
| ------------ | ----- | ---------------- | -------- | ----- |
| Mundial 2022 | Catar | Octavos de final | 3        | 0     |

## Estadísticas

### Clubes
Actualizado al último partido disputado el 30 de abril de 2025.
| Club | Div.          | Temporada     | Liga  | Liga  | Copas nacionales(1) | Copas nacionales(1) | Copas internacionales (2) | Copas internacionales (2) | Total | Total |
| Club | Div.          | Temporada     | Part. | Goles | Part.               | Goles               | Part.                     | Goles                     | Part. | Goles |
| --- | ------------- | ------------- | ----- | ----- | ------------------- | ------------------- | ------------------------- | ------------------------- | ----- | ----- |
| C. D. Basconia · España | 3.ª           | 2011-12       | 33    | 2     | —                   | —                   | —                         | —                         | 33    | 2     |
| C. D. Basconia · España | Total club    | Total club    | 33    | 2     | 0                   | 0                   | 0                         | 0                         | 33    | 2     |
| Bilbao Athletic · España | 2.ª B         | 2012-13       | 8     | 0     | —                   | —                   | —                         | —                         | 8     | 0     |
| Bilbao Athletic · España | Total club    | Total club    | 8     | 0     | 0                   | 0                   | 0                         | 0                         | 8     | 0     |
| Athletic Club · España | 1.ª           | 2012-13       | 15    | 0     | 0                   | 0                   | 2                         | 0                         | 17    | 0     |
| Athletic Club · España | 1.ª           | 2013-14       | 35    | 2     | 3                   | 0                   | —                         | —                         | 38    | 2     |
| Athletic Club · España | 1.ª           | 2014-15       | 33    | 0     | 7                   | 0                   | 9                         | 0                         | 49    | 0     |
| Athletic Club · España | 1.ª           | 2015-16       | 26    | 3     | 7                   | 2                   | 12                        | 0                         | 45    | 5     |
| Athletic Club · España | 1.ª           | 2016-17       | 33    | 2     | 4                   | 0                   | 6                         | 0                         | 43    | 2     |
| Athletic Club · España | 1.ª           | 2017-18       | 19    | 0     | 1                   | 0                   | 10                        | 1                         | 30    | 1     |
| Athletic Club · España | Total club    | Total club    | 161   | 7     | 22                  | 2                   | 39                        | 1                         | 222   | 10    |
| Manchester City F. C. Inglaterra | 1.ª           | 2017-18       | 9     | 0     | 1                   | 0                   | 3                         | 0                         | 13    | 0     |
| Manchester City F. C. Inglaterra | 1.ª           | 2018-19       | 35    | 3     | 6                   | 0                   | 10                        | 2                         | 51    | 5     |
| Manchester City F. C. Inglaterra | 1.ª           | 2019-20       | 15    | 1     | 2                   | 0                   | 3                         | 0                         | 20    | 1     |
| Manchester City F. C. Inglaterra | 1.ª           | 2020-21       | 16    | 0     | 7                   | 2                   | 4                         | 0                         | 27    | 2     |
| Manchester City F. C. Inglaterra | 1.ª           | 2021-22       | 33    | 4     | 2                   | 0                   | 9                         | 0                         | 44    | 4     |
| Manchester City F. C. Inglaterra | 1.ª           | 2022-23       | 12    | 0     | 8                   | 0                   | 4                         | 0                         | 24    | 0     |
| Manchester City F. C. Inglaterra | 1.ª           | 2023-24       | 1     | 0     | 0                   | 0                   | 0                         | 0                         | 1     | 0     |
| Manchester City F. C. Inglaterra | Total club    | Total club    | 121   | 8     | 26                  | 2                   | 33                        | 2                         | 180   | 12    |
| Al-Nassr F. C. Arabia Saudita | 1.ª           | 2023-24       | 27    | 4     | 5                   | 0                   | 7                         | 0                         | 39    | 4     |
| Al-Nassr F. C. Arabia Saudita | 1.ª           | 2024-25       | 20    | 4     | 4                   | 0                   | 6                         | 1                         | 30    | 5     |
| Al-Nassr F. C. Arabia Saudita | Total club    | Total club    | 47    | 8     | 9                   | 0                   | 13                        | 1                         | 69    | 9     |
| Total carrera | Total carrera | Total carrera | 370   | 25    | 57                  | 4                   | 85                        | 4                         | 512   | 33    |
| (1) Incluye datos de Copa del Rey, Supercopa de España, Copa de la Liga, Community Shield, FA Cup, Copa del Rey de Campeones y Supercopa de Arabia Saudita. (2) Incluye datos de Liga Europa de la UEFA, Liga de Campeones de la UEFA y Liga de Campeones de Élite de la AFC. |               |               |       |       |                     |                     |                           |                           |       |       |

## Palmarés

### Títulos nacionales
| Título              | Club                  | País       | Año  |
| ------------------- | --------------------- | ---------- | ---- |
| Supercopa de España | Athletic Club         | España     | 2015 |
| Copa de la Liga     | Manchester City F. C. | Inglaterra | 2018 |
| Premier League      | Manchester City F. C. | Inglaterra | 2018 |
| Community Shield    | Manchester City F. C. | Inglaterra | 2018 |
| Copa de la Liga     | Manchester City F. C. | Inglaterra | 2019 |
| Premier League      | Manchester City F. C. | Inglaterra | 2019 |
| FA Cup              | Manchester City F. C. | Inglaterra | 2019 |
| Community Shield    | Manchester City F. C. | Inglaterra | 2019 |
| Copa de la Liga     | Manchester City F. C. | Inglaterra | 2020 |
| Copa de la Liga     | Manchester City F. C. | Inglaterra | 2021 |
| Premier League      | Manchester City F. C. | Inglaterra | 2021 |
| Premier League      | Manchester City F. C. | Inglaterra | 2022 |
| Premier League      | Manchester City F. C. | Inglaterra | 2023 |
| FA Cup              | Manchester City F. C. | Inglaterra | 2023 |

### Títulos internacionales
| Título                       | Club                  | Sede         | Año  |
| ---------------------------- | --------------------- | ------------ | ---- |
| Liga de Campeones de la UEFA | Manchester City F. C. | Estambul     | 2023 |
| Liga de Naciones de la UEFA  | Selección de España   | Países Bajos | 2023 |
| Supercopa de la UEFA         | Manchester City F. C. | El Pireo     | 2023 |
| Eurocopa                     | Selección de España   | Alemania     | 2024 |

### Distinciones individuales
| Distinción                           | Año  |
| ------------------------------------ | ---- |
| Incluido en el Once Ideal de La Liga | 2014 |
| PFA Team of the Year                 | 2019 |